# La Vierge de Nuremberg
Pour plus de détails, voir Fiche technique et Distribution.
La Vierge de Nuremberg (La vergine di Norimberga) est un film italien d'Antonio Margheriti sorti en 1963.

## Synopsis
Max Hunter retourne pour affaire en Allemagne au château de ses ancêtres, accompagné de sa femme Mary. Une nuit Mary est réveillée par des cris, elle constate l'absence de son mari dans le lit conjugal et recherche dans le château l'origine des cris. Elle se retrouve alors dans une dépendance du château, en fait un musée macabre qui expose des instruments de torture. 
S'approchant d'une vierge de Nuremberg, elle s'aperçoit que du sang en coule, recueilli dans un seau. Elle ouvre la statue, y découvre un cadavre et perd connaissance. Elle fera ensuite d'étranges rencontres, un valet balafré, une gouvernante pleine de suffisance, et un étrange promeneur qui dit s'intéresser aux jardins des châteaux allemands. 
Son mari devant partir pour affaires lui fait prendre un somnifère pour calmer ses angoisses, elle rejette les cachets et suit son époux à travers le château, le voyant disparaître à travers une porte secrète, elle le cherche sans le trouver dans un souterrain où elle se cache du balafré quand elle voit arriver un personnage habillé comme l'antique bourreau de cire du musée.

## Fiche technique
- Titre original : La vergine di Norimberga
- Titre français : La Vierge de Nuremberg
- Réalisation : Antonio Margheriti[1], assisté de Bertrand Blier et Ruggero Deodato
- Scénario : Edmond T. Gréville, Antonio Margheriti et Ernesto Gastaldi d'après le roman de Frank Bogart
- Photographie : Riccardo Pallottini
- Musique : Riz Ortolani
- Société de production : Atlantica Cinematografica Produzione Films
- Sociétés de distribution :
- Pays d'origine :  Italie
- Langue : italien
- Format : Couleurs - 35 mm - 1,85:1 - son mono
- Genre : horreur
- Durée : 84 minutes
- Dates de sortie : 
  - Italie : 15 août 1963
  - France : 3 février 1965
- Affiche : Constantin Belinsky (France)

## Distribution
- Rossana Podestà  (VF : Marcelle Lajeunesse ) : Mary Hunter
- Georges Rivière  (VF : Bernard Dhéran) : Max Hunter
- Christopher Lee (VF : Marcel Bozzuffi) : Erich
- Jim Dolen  (VF : Jean Claudio) : John Selby
- Lucile Saint-Simon : une victime
- Luigi Severini  (VF : René Fleur) : le docteur
- Anny Degli Uberti  : Frau Marta
- Luciana Milone : Trude
- Mirko Valentin : Hunter père
- Consalvo Dell'Arti

## Autour du film
- La vierge de Nuremberg évoquée dans le titre est un autre nom de la Vierge de fer, un instrument de torture en forme de sarcophage en fer ou en bois, garni de pointes métalliques intérieures.